# Solinasprimtal
Inom matematiken är ett Solinasprimtal, uppkallat efter Jerome Solinas, ett primtal på formen 2a ± 2b ± 1, där 0 < b < a.
Till exempel är de första fem paren av primtalstvillingar också Solinasprimtal.
De första Solinasprimtalen är:
3, 5, 7, 11, 13, 17, 19, 23, 29, 31, 37, 41, 47, 59, 61, 67, 71, 73, 79, 97, 113, 127, 131, 137, 191, 193, 223, 239, 241, 251, 257, 263, 271, 383, 449, 479, 503, 509, 521, 577, 641, 769, 991, 1009, 1019, 1021, 1031, 1033, 1039, 1087, 1151, 1153, 1279, 2017, … (talföljd A165255 i OEIS).
Det första udda primtalet som inte är ett Solinasprimtal är 43.